# Хомів Ярослав
Ярослав Хомів (псевдо: «Лімницький»; 1915, с. Гарасимів, нині Тлумацький район, Івано-Франківська область — серпень 1942, м. Київ) — провідник Городенківської повітової екзекутиви ОУН, член Крайового Проводу ОУН Північно-Східних Земель, крайовий провідник ОУН ПівнСУЗ (серпень 1942).

## Життєпис
Народився 1915 року в селі Гарасимів (тепер Тлумацького району Івано-Франківської області). 
Навчався у Городенківській гімназії, яку закінчив у 1933 році. Згодом вивчав право у Львівському університеті протягом 1934—1939 років. Під час навчання був членом проводу студентського сектора ОУН у Львові та паралельно у 1937 році був провідником Городенківської повітової екзекутиви ОУН.
21 березня 1939 року заарештований польською поліцією, вийшов на волю у вересні 1939 року.
Організаційний референт Крайової екзекутиви ОУН ЗОУЗ (Західно-Окраїнних українських земель) у Кракові (1940-1941), учасник II Великого Збору ОУНР у Кракові, провідник КЕ ОУН ЗОУЗ (весна-літо 1941). 
Учасник Похідних груп ОУН (1941), член крайового проводу ОУН ПівнСУЗ у Києві (1941-1942), виконував обов'язки крайового провідника у серпні 1942 року. Цього ж місяця заарештований гестапо у Києві (тоді Райхскомісаріат Україна), загинув у тюрмі.

## Вшанування пам'яті
В Києві існує провулок Ярослава Хоміва.